# بامداد (روزنامه)
نخستین شماره روزنامه بامداد روز سه شنبه ۱۲ خرداد ۱۳۸۸ در آستانه دهمین دوره انتخابات ریاست جمهوری اسلامی ایران منتشر و پس از دو سال انتشار منظم از فروردین ۱۳۸۹ تا اسفند  ۱۳۹۰ و در آستانه دوره نهم مجلس شورای اسلامی با حکم دادستان تهران توقیف شد.
در روز ۱۹ دی ماه ۱۳۹۴ روزنامه بامداد به صاحب امتیازی مؤسسه فرهنگی امام جعفر صادق و با مدیر مسئولی محمدرضا تقوی فرد مجددا روی پیشخوان قرار گرفت.

این روزنامه ارگان مطبوعات رسمی جبهه عدالت و پیشرفت بود که دربارهٔ آن گفته می‌شود «نشست خبری اعلام فعالیت جبهه عدالت و پیشرفت دوشنبه در محل دفتر مرکزی جبهه در تهران و با حضور سید محمدرضا میرتاج الدینی نماینده تبریز، سید رمضان شجاعی کیاسری نماینده ساری، قاسم محمدی نماینده اردبیل، جبار کوچکی‌نژاد ارم ساداتی نماینده رشت، سید کاظم دلخوش اباتری نماینده صومعه سرا، نورالله حیدری دستنائی نماینده اردل و فارسان، سید محمدجواد ابطحی نماینده خمینی شهر، مرادعلی منصوری رضی نماینده آزاد شهر و رامیان و روح الله جانی عباسپور نماینده بوئین زهرا و آوج در دفتر جبهه در خیابان ایرانشهر تهران برگزار شد».

جبهه عدالت و پیشرفت دارای بیش از ۲۰۰ عضو است که اکثریت آن را نمایندگان حامی محمود احمدی‌نژاد در دوره هشتم مجلس شورای اسلامی تشکیل می‌دهند و ریاست این جبهه بر عهده سید رمضان شجاعی کیاسری نماینده مردم ساری و شهرستان میاندورود و عضو کمیسیون فرهنگی مجلس شورای اسلامی است.
روزنامه بامداد در روز پنج شنبه ۴ اسفند ۱۳۹۰ در پی انتشار خبر و متن نامه جمعی از طلاب مدرسه علمیه معصومیه خطاب به حوزه علمیه قم در باره علی لاریجانی، به دستور دادستان تهران و با ابلاغ نامه ای از سوی شعبه ۹ دادسرای فرهنگ و رسانه خطاب به معاونت مطبوعاتی وزارت فرهنگ و ارشاد اسلامی توقیف شد. محمدرضا تقوی فرد سردبیر روزنامه دو روز بعد این خبر را در گفت و گو با خبرگزاری ایسنا اعلام کرد.
مشخصات کامل این روزنامه عبارت است از:
| نام ردیف                               | مقدار ردیف                                                              |
| -------------------------------------- | ----------------------------------------------------------------------- |
| شناسه مجوز                             | ۱۷۰۶۷                                                                   |
| نوع مجوز                               | چاپی                                                                    |
| دوره انتشار                            | روزنامه                                                                 |
| نام رسانه                              | بامداد                                                                  |
| صاحب امتیاز                            | موسسه فرهنگی امام جعفر صادق (ع)                                         |
| مدیر مسئول                             | محمدرضا تقوی فرد                                                        |
| جنسیت مدیر مسئول                       | مرد                                                                     |
| تاریخ صدور مجوز                        | ۱۳۸۰/۶/۵                                                                |
| تاریخ آخرین تغییر                      | ۱۳۹۵/۳/۱۰                                                               |
| آدرس وب سایت                           |                                                                         |
| نوع چاپ                                | روزنامه‌ای (صحافی نشده)                                                  |
| زبان                                   | فارسی                                                                   |
| گستره توزیع                            | سراسری                                                                  |
| زیر گستره توزیع                        |                                                                         |
| گرایش                                  | عمومی                                                                   |
| زمینه شاخه اصلی                        | اجتماعی، سیاسی، فرهنگی                                                  |
| زمینه شاخه فرعی                        |                                                                         |
| دفتر مرکزی                             | تهران، تهران                                                            |
| آدرس                                   | تهران - خیابان کریمخان زند - خیابان ایرانشهر - خیابان آذر شهر - پلاک ۲۵ |
| کد شهر                                 | ۲۱                                                                      |
| شماره ثابت                             | ۸۸۳۴۳۸۸۴                                                                |
| امتیاز کیفی                            | ۱۱                                                                      |
| تعداد افراد بیمه شده                   | ۰                                                                       |
| تاریخ فهرست بیمه                       |                                                                         |
| تاریخ چاپ آخرین اعلام وصول (تأیید شده) | ۱۳۹۵/۱/۱۴                                                               |